# 파장

사인파의 파장

파장(波長, wavelength, 문화어: 물결길이) 또는 결너비는 공간에 퍼져 있는 파동의 한 번의 주기가 가지는 길이이다. 단위는 길이의 단위로, SI단위는 미터이다. 수식에 사용할 때에는 보통 {\displaystyle \lambda }(람다; lambda)로 표현한다.

## 성질
{\displaystyle v_{propagate}=\lambda \times f}
{\displaystyle v_{propagate}} = 파동의 진행(propagation) 속도 (진공에서 빛의 속도는 3×108[m/s])
{\displaystyle \lambda } = 파장
{\displaystyle f} = 진동수(주파수)=1/T, (T=주기)
일반적으로 비슷한 대역의 파동(주파수가 비슷)은 진행 속도 역시 비슷하다. 다시 말해, 가청대역의 진동은 진행 속도가 비슷하고, 가시광선의 진행 속도도 다들 비슷하다. 따라서 이 진행 속도가 비슷한 대역에서 주파수가 변하면 파장은 주파수의 역수에 비례하여 변한다. 그러므로, 음(pitch)이 높은 소리는 낮은 소리에 비해 파장이 짧고, 보라색은 빨간색보다 파장이 짧다.

## 같이 보기
- 방출 스펙트럼
- 프라운호퍼선
- 거리측량
- 분광학
- 스펙트럼